# 大布苏湖
大布苏湖，也称大布苏泡，位于中国吉林省乾安县大布苏镇西南45千米，通让铁路东侧。湖面面积60平方千米，平均深度为1.5米，最大深度4米。该湖为天然碱湖，有“天然碱乡”之誉。